# Nicolas Abel
Nicolas Abel (* 1979) ist ein ehemaliger deutscher American-Football-Spieler.

## Laufbahn
Der in der Offensive Line agierende und 1,95 Meter große Abel war von 1999 bis 2003 Spieler der Hamburg Blue Devils. 2001, 2002 und 2003 gewann er mit der Mannschaft die deutsche Meisterschaft.
Abel war deutscher Nationalspieler, bei der Europameisterschaft 2000 gewann er mit der Auswahl des American Football Verband Deutschlandes (AFVD) Silber und 2001 den EM-Titel.